# هونویا شوجی
هونویا شوجی (انگلیسی: Honoya Shoji؛ زادهٔ ۸ اکتبر ۱۹۹۷) بازیکن فوتبال اهل ژاپن است.
از باشگاه‌هایی که در آن بازی کرده‌است می‌توان به باشگاه فوتبال سرزو اوساکا اشاره کرد.